# Philippe Dechartre
Pour les articles homonymes, voir Duprat.
Philippe Dechartre (de son vrai nom Jean Duprat-Geneau), né le 14 février 1919 à Truong-Thi (Viêt Nam), et mort le 7 avril 2014 à Paris, est un homme politique français.
Il est surtout connu comme l'un des responsables du courant gaulliste de gauche en France, et pour avoir appelé à voter pour François Mitterrand en mai 1981 par lettre diffusée par le RPR.

## Biographie

### Famille, jeunesse et formation
Jean Duprat-Geneau est élève au lycée Louis-le-Grand à Paris et à la faculté de droit de Paris. Il est licencié en droit. 
Au début de la  guerre il entre dans la Résistance et prend le nom de Philippe Dechartre. Il est fait prisonnier en 1940, il rencontre François Mitterrand au printemps 1943 avec lequel il noue une amitié que les divergences politiques n'entame pas. Il se rend à Alger ou le général de Gaulle le nomme délégué général des prisonniers de guerre, déportés de la Résistance et déportés du travail auprès du gouvernement provisoire de la République française en 1944. Il reste jusqu'à la fin de sa vie attachée au général de la France libre.

### Débuts en politique (1956-1968)
Un temps proche de Pierre Mendès France, il est candidat du Parti radical lors d'une élection législative partielle organisée à Paris en 1956. Il rejoint ensuite le gaullisme de gauche (Union démocratique du travail) et créé plusieurs petits mouvements politiques de cette mouvance : la Convention de la Gauche Ve République, le Mouvement Socialisme et Participation (dont Jacques Chirac fut adhérent), et, dernièrement, le Club Nouveau siècle , rattaché à l'UMP. 
Il est élu député UDR de la Charente-Maritime en 1968.

### Membre du gouvernement
Son inlassable activité pour doter le gaullisme d'une (petite) aile de gauche, lui permet d'entrer dans trois gouvernements sous les présidences du Général de Gaulle et de Georges Pompidou.
Il est ainsi secrétaire d'État à l'Équipement et au Logement dans le gouvernement Georges Pompidou IV, du 31 mai au 10 juillet 1968 et dans celui de Maurice Couve de Murville, du 12 juillet 1968 au 20 juin 1969. 
Il est ensuite secrétaire d'État auprès du ministre du Travail, de l'Emploi et de la Population dans le gouvernement Jacques Chaban-Delmas, du 20 juin 1969 au 15 mai 1972, date de sa démission forcée consécutive à ses ennuis judiciaires ; en fait, un mois après sa condamnation dans l'affaire immobilière « Delouette » (dite aussi « l'affaire de l'ïle de Ré ») où la Cour d'appel de Poitiers lui avait infligé une forte amende correctionnelle.

### Autres activités et vieillesse
Secrétaire adjoint du Rassemblement pour la République, il s'oppose à la réélection de Valéry Giscard d'Estaing et appelle à voter ouvertement pour François Mitterrand en mai 1981. 
Il a exercé diverses fonctions dans le domaine audio-visuel (producteur à la RTF, président de l’Institut français de radiodiffusion). Il est membre du comité de parrainage de la Coordination française pour la Décennie de la culture de paix et de non-violence. Il était par ailleurs le doyen du Conseil économique et social lorsqu'il le quitta en 2010 après 16 ans de mandat, à 91 ans.
Franc-maçon il est initié en 1946 dans la loge maçonnique du Grand Orient de France Paris, il est cofondateur de la loge Demain en 1989 ; il appartient également à la loge René Cassin de la Grande Loge de France. 

Il est élevé à la dignité de grand-croix de la Légion d'honneur le 14 juillet 2006.

### Décès et postérité
Philippe Dechartre meurt le 7 avril 2014 à 95 ans, à l’hôpital Georges-Pompidou, dans le 15e arrondissement de Paris.
Il est le père de l'acteur Emmanuel Dechartre né en 1948.

## Décorations
- Grand-croix de la Légion d'honneur
- Grand-croix de l'ordre national du Mérite

 Médaille de la Résistance française, avec rosette par décret du 24 avril 1946
- Commandeur de l'ordre des Palmes académiques